# 무안 도리포 해저유물 매장해역
무안 도리포 해저유물 매장해역(務安 道里浦 海底遺物 埋藏海域)은 대한민국 전라남도 무안군 해제면 송석리 도리포 앞바다 지역으로, 고려청자가 매장되어 있는 곳이다. 1997년 4월 18일 대한민국의 사적 제395호 무안도리포고려청자매장해역으로 지정되었다가, 2011년 7월 28일 무안 도리포 해저유물 매장해역으로 명칭이 변경되었다.

## 개요
무안 해제면 송석리 도리포 앞바다 지역으로, 고려청자가 매장되어 있는 곳이다. 이곳 바다의 깊이는 평균 8∼10m이고 바다 밑은 개흙과 모래가 섞인 지형이다. 이 유적은 처음에 민간 잠수부들이 120여 점의 유물을 찾아내면서 알려졌다. 3차례에 걸친 발굴조사에서 고려청자 639점을 건졌다.
발굴된 유물은 상감청자들로 생각되며, 신안 앞바다 및 보령죽도 앞바다에서 출토된 14세기 전반기의 도자들과 함께 청자의 형식과 문양을 살필 수 있는 유용한 자료들이다.
청자들은 강진 대구면 사당리 미산부락 가마터에서 만든 것으로 짐작되며, 유물의 문양으로 보아 왕실과 관청에서 쓰던 것으로 생각된다. 문양은 구름, 봉황, 국화, 모란, 연꽃, 버들무늬를 찍어서 표현하였다. 이러한 문양의 특징은 12세기에 절정을 이룬 고려청자가 13세기 후반의 사회적 변화와 원나라의 영향으로 새로운 기형과 문양이 등장하는 시기에 나타난다.
고려 후기 청자의 특징과 연구에 중요한 자료를 제공하며, 문양의 시대적 변천 연구에도 귀중한 자료가 되고 있다. 조선시대 분청사기로 옮겨가는 시발점을 보여주는 유적이다.

## 같이 보기
- 도리포항
- 국립해양유물전시관 : 도리포 고려청자를 전시하고 있다.

## 참고 자료
- 무안 도리포 해저유물 매장해역 - 국가유산청 국가유산포털